# Hylics
Hylics é um jogo de JRPG desenvolvido e publicado por Mason Lindroth. Foi lançado para Windows em 2 de outubro de 2015, na Steam. O jogo usa gráficos de animação em argila e retrata um mundo surreal. O personagem do jogador é Wayne, um ser humanoide de pele amarela e chifres em forma de lua crescente. O mundo e os personagens são considerados de natureza pós-humana e o objetivo do jogo é derrotar Gibby, Rei da Lua.

## Enredo
O enredo do jogo é pouco complexo e explicado vagamente, e seu principal objetivo é derrotar Gibby, mas o motivo para se ter de derrotá-lo não é explicado. O objetivo secundário é o de encontrar os Sábios dos Cérebros, do Computador e da Morte, que irão conferir ao jogador cada um seus respectivos tokens, para desbloquear uma habilidade poderosa e o "Caminho para a iluminação" como dito por eles próprios.

## Jogabilidade
Hylics joga-se como um JRPG tradicional, apesar de seu contexto surreal: a equipe de Wayne pode ser aumentada até ter 4 membros, itens são comprados para aumentar os status dos personagens e habilidades mágicas podem ser aprendidas. No entanto, mesmo tendo uma jogabilidade geral comum de JRPGs, o jogo se diferencia em algumas mecânicas do gênero, como a morte permanente de inimigos, os recursos ilimitados e a ausência de sistema de nível; os pontos de vida são substituídos por "corpo", enquanto os pontos de magia são substituídos por "vontade". Wayne perde todo o seu "corpo" quando derrotado, mas não morre, em vez disso, deforma-se para uma "vida após a morte", um cenário pequeno semelhante a um templo numa praia de mar vermelho habitada por peixes falantes, da qual Wayne e sua equipe pode viajar de volta para uma área anterior por meio de cristais, que funcionam como check-point. O "corpo" de Wayne e sua equipe pode ser aumentado ao "moer carne" no pós-morte, enquanto sua "vontade" pode ser aumentada ao beber água de filtros de água espalhados pelo mapa. 
Novas habilidades podem ser aprendidas ao interagir com televisões espalhadas pelo mapa, e itens de batalha também são incomuns, como poder atacar com um burrito congelado, regenerar "vontade" bebendo sucos ou usar dinamites para causar dano em área nos inimigos. As batalhas são mostradas a partir de uma perspectiva em primeira pessoa e seguem um sistema baseado em turnos, onde cada membro da equipe pode realizar uma ação pode vez, as mãos do personagem também são mostradas realizando ataques e usando habilidades.
O jogo tenta manter certa linearidade pela sua divisão em "Atos", sendo dividido em 3 deles: o Primeiro Ato é iniciado logo quando se começa o jogo, o segundo e terceiro são "desbloqueados" quando se cumprem as suas requisições, que não são esclarecidas ao jogador e são cumpridas por meio da exploração e da descoberta das próprias; e pela limitação de exploração do mapa: no início Wayne só tem acesso à ilha inicial do jogo, sendo necessária exploração para encontrar o sistema de abertura dos portões da baía e ter acesso ao mar, mesmo assim certas ilhas só são acessíveis de avião, que deve também ser descoberto.

## Personagens
A maioria dos NPCs do jogo fala usando geração de texto aleatória, de uma maneira descrita como um arenque vermelho deliberadamente enganoso, embora consistente com o cenário, com o objetivo do enredo do jogo ser mais representado por meio de design ambiental que pelos diálogos com os personagens. Poucos NPCs tem um diálogo consistente e não aleatoriamente gerado, geralmente são os vendedores de produtos.
Em Hylics se pode aumentar o tamanho de sua equipe, que começa com apenas Wayne, existindo três outros personagens que podem ser encontrados pelo mapa e recrutados, de diferentes formas:
- Wayne: Protagonista e personagem inicial, pouco se sabe sobre ele, mas é de certa forma clara a sua inimizade com o antagonista e chefe final do jogo, Gibby. Sua descrição no jogo é vaga, sendo um adjetivo aleatoriamente gerado de como ele está se sentindo, "Wayne está se sentindo melancólico." por exemplo.
- Dedusmuln: Geralmente é o primeiro personagem a se ser encontrado, nas ruínas antigas; tem pele verde e um rosto formado pelo que aprecem duas extremidades de tentáculos que se encontram, veste o que parece ser uma armadura. É descrito como "Estimado arqueologista.", e é recrutado ao encontrar e dar a ele um dos copos de papel espalhados pelo mapa, que ele descreve como um artefato.
- Somsnosa: Geralmente é a segunda personagem a ser encontrada, na sala de sua casa; tem pele azul e face humana, veste um manto vermelho e um crânio em sua cabeça. É descrita como "Meio que detendo domínio sobre os insetos.", e é recrutado ao dar a ela suas manoplas mágicas, perdidas no porão de sua casa.

- Pongorma: Geralmente é o terceiro personagem a ser encontrado, dentro da concha gigante que lhe serve de habitação, quando se resolve um pequeno enigma; tem pele vermelha e dois pares de chifres e veste uma armadura semelhante a de Dedusmuln. É descrito como "Último cavaleiro do temor.", e é recrutado ao vencê-lo em uma luta, onde ele julgará Wayne e sua equipe dignos de sua ajuda em seus esforços violentos contra Gibby.

O jogo tem como principal e único antagonista direto, Gibby, Rei da Lua, e seus lacaios. Gibby é mencionado pela primeira vez na cutscene de abertura do jogo e são poucas as vezes que ele é mencionado pelos personagens jogáveis, sendo suas menções mais comuns durantes as cutscenes de transição de atos. Os inimigos em Hylics são extremamente surreais e tem forma física pouco clara, onde deve-se deduzir o que são realmente apenas pelos seus nomes e o nome de seus ataques. 

## Desenvolvimento
O jogo foi desenvolvido usando o motor RPG Maker VX Ace e levou um ano para ser desenvolvido, os cenários, personagens e animações foram todos feitos inteiramente em argila, enquanto alguns sprites e textos foram feitos em pixel art, justificando assim um tempo de produção até elevado para um jogo de mais ou menos 2 horas e meia de conteúdo.

## Sequência
Uma sequência com gráficos de maior resolução, animados em 3D e desenvolvidos em um outro motor, o Unity, foi confirmada em 2019 por Mason Lindroth, com data de lançamento para o verão do mesmo ano. Mas, devido à atrasos no desenvolvimento das quais Mason se desculpou em 23 de setembro de 2019, Hylics 2 foi finalmente lançado em 22 de junho de 2020, apresentando uma missão para impedir que os lacaios de Gibby reconstituíssem seu mestre.
1. ↑  «Hylics na Steam». Steam